# Polygala semialata
Polygala semialata är en jungfrulinsväxtart som beskrevs av S. Wats.. Polygala semialata ingår i släktet jungfrulinssläktet, och familjen jungfrulinsväxter. Inga underarter finns listade i Catalogue of Life.